# Selvmål
Et selvmål er en scoring, der tæller imod målscorerens eget hold. Det sker typisk som et uheld, og kan være forårsaget af et fejlagtigt forsøg på defensivt spil.
Udtrykket bruges desuden som metafor for situationer, der giver bagslag mod en person.
| Sport | Spire Denne artikel om sport er en spire som bør udbygges. Du er velkommen til at hjælpe Wikipedia ved at udvide den. |